# Виста-Уэст (Вайоминг)
Виста-Уэст (англ. Vista West, Wyoming) — статистически обособленная местность, расположенная в округе Натрона (штат Вайоминг, США) с населением в 1008 человек по статистическим данным переписи 2000 года.

## География
По данным Бюро переписи населения США статистически обособленная местность Виста-Уэст имеет общую площадь в 12,69 квадратных километров, водных ресурсов в черте населённого пункта не имеется.

## Демография
По данным переписи населения 2000 года в Виста-Уэсте проживало 1008 человек, 306 семей, насчитывалось 364 домашних хозяйства и 376 жилых домов. Средняя плотность населения составляла около 79,7 человек на один квадратный километр. Расовый состав Виста-Уэста по данным переписи распределился следующим образом: 96,63 % белых, 0,40 % — коренных американцев, 2,38 % — представителей смешанных рас, 0,60 % — других народностей. Испаноговорящие составили 0,79 % от всех жителей статистически обособленной местности.
Из 364 домашних хозяйств в 38,5 % — воспитывали детей в возрасте до 18 лет, 75,3 % представляли собой совместно проживающие супружеские пары, в 6,0 % семей женщины проживали без мужей, 15,9 % не имели семей. 12,1 % от общего числа семей на момент переписи жили самостоятельно, при этом 3,3 % составили одинокие пожилые люди в возрасте 65 лет и старше. Средний размер домашнего хозяйства составил 2,77 человек, а средний размер семьи — 2,99 человек.
Население статистически обособленной местности по возрастному диапазону по данным переписи 2000 года распределилось следующим образом: 27,1 % — жители младше 18 лет, 6,3 % — между 18 и 24 годами, 26,5 % — от 25 до 44 лет, 32,6 % — от 45 до 64 лет и 7,5 % — в возрасте 65 лет и старше. Средний возраст жителей составил 41 год. На каждые 100 женщин в Виста-Уэсте приходилось 107,4 мужчин, при этом на каждые сто женщин 18 лет и старше приходилось 103,0 мужчин также старше 18 лет.
Средний доход на одно домашнее хозяйство в статистически обособленной местности составил 45 865 долларов США, а средний доход на одну семью — 65 865 долларов. При этом мужчины имели средний доход в 40 074 доллара США в год против 21 607 долларов среднегодового дохода у женщин. Доход на душу населения в статистически обособленной местности составил 25 846 долларов в год. 1,7 % от всего числа семей в округе и 5,4 % от всей численности населения находилось на момент переписи населения за чертой бедности, при этом 6,2 % из них были моложе 18 лет.